# Nava (Spagna)
Nava è un comune spagnolo di 5 406 abitanti situato nella comunità autonoma delle Asturie.